# Puig de Montcel
El Puig de Montcel és una muntanya de 47 metres que es troba al municipi de Vilamalla, a la comarca catalana de l'Alt Empordà.